# Cubanomysis jimenesi
Cubanomysis jimenesi är en kräftdjursart som beskrevs av Mihai Bacescu 1968. Cubanomysis jimenesi ingår i släktet Cubanomysis och familjen Mysidae. Inga underarter finns listade i Catalogue of Life.